# Johannes Baader
Johannes Baader (* 22. Juni 1875 in Stuttgart – einer anderen Quelle zufolge in Marbach am Neckar; † 15. Januar 1955 in Adldorf, Niederbayern) war ein deutscher Architekt, Schriftsteller, Dadaist und Aktionskünstler.

## Leben
Baader stammte aus einer bürgerlichen Handwerkerfamilie (Flaschnermeisterei und Oberhoflieferant). Der Vater hieß Adolf Baader, die Mutter Johanna geb. Weigle. Johannes Baader besuchte von 1892 bis 1895 die Baugewerbeschule in Stuttgart und studierte dort von 1898 bis 1899 Architektur. 1905 lernte er Raoul Hausmann kennen, der ihn im Laufe der Zeit in den Kreis späterer Berliner Dadaisten einführte. Baaders Weltauffassung ist kulturpessimistisch und religiös-okkultistisch. Als Mensch und Künstler war er von missionarischem Drang erfüllt, der zu exzentrischen Ideen und Produktionen führte.
1906 plante Baader den Bau eines Welttempels für den „Internationalen interreligiösen Menschenbund“. In einer Brieffolge (14 Briefe Christi, 1914) gab er sich als der wiedererstandene Christus aus. Nach aufsehenerregenden Christus-Happenings im Berliner Dom (November 1918) und im neuen Weimarer Reichstag (Flugblatt Grüne Leiche, Frühjahr 1919) nahm er an der Ersten Internationalen Dada-Messe im Jahr 1920 teil. Als Oberdada veranstaltete er mit Raoul Hausmann und Richard Hülsenbeck Dada-Tourneen und gründete 1921 die „Erste Intertellurische Akademie“. Ab 1925 arbeitete er als Journalist in Hamburg.
In der unsicheren Zeit hatten religiöse Schwärmereien zugenommen, und es war 1930 in Thüringen ein Kongress der verschiedenen vermeintlichen Christus-Wiedergänger der Zeit (die sogenannten Inflationsheiligen) und ihrer Anhänger veranstaltet worden. Baader flog mit einem Flugzeug der Lufthansa auf das Gelände, hatte einen großen Auftritt als wahrer Christus und verließ den Ort und die sprachlosen Anwesenden wieder. Seit 1941 arbeitete er wieder als Architekt.
Johannes Baader starb im Alter von 79 Jahren 1955 in einem Altersheim in Niederbayern.

## Zitat
- DADA wird die Welt erretten!
- Was bedeutet euch Jesus Christus? Er ist genau wie ihr - ihm ist alles egal!
- Jesus Christus ist uns egal!

(Baader bei seinem Auftritt im Berliner Dom 1918)

## Werke
- Oberdada. Schriften, Manifeste, Flugblätter, Billets, Werke und Taten. Hrsg. v. Hanne Bergius. Anabas Verlag, Lahn-Gießen 1977. ISBN 3-87038-046-2.
- Das Oberdada. Die Geschichte einer Bewegung von Zürich bis Zürich. 1987. Hrsg. v. Franz-Josef Weber und Karl Riha, Universitäts-Gesamthochschule Siegen, Siegen 1989 (= Vergessene Autoren der Moderne Nr. 31).
- Johannes Baader Oberdada: Menschliche Menagerien Hrsg. v. Karl Riha. Universitäts-Gesamthochschule Siegen, Siegen 1989. (= Vergessene Autoren der Moderne Nr. 42).
- Trinken Sie die Milch der Milchstraße. Texte und Taten des Oberdada. Hrsg. v. Karl Riha. Ed. Nautilus, Hamburg u. a. 1990. (= Kleine Bücherei für Hand und Kopf; 25) ISBN 3-89401-164-5.
- Weltgericht Nürnberg. Hrsg. v. Karl Riha. Univ.-Gesamthochsch., Siegen 1993 (= Vergessene Autoren der Moderne; 58).
- Ich segne die Hölle! Gedichte 1915–1933. Hrsg. v. Dieter Scholz. Univ.-Gesamthochsch., Siegen 1995. (= Vergessene Autoren der Moderne; 64).